# Fer à souder
 (mai 2020).
Si vous disposez d'ouvrages ou d'articles de référence ou si vous connaissez des sites web de qualité traitant du thème abordé ici, merci de compléter l'article en donnant les références utiles à sa vérifiabilité et en les liant à la section « Notes et références ».
Un fer à souder, ou plus précisément un fer à braser, est un outil chauffant permettant de réaliser une opération de brasage similaire à l'équivalent portatif de la lampe à souder (ou plutôt à braser) à gaz.
Un fer à souder simple (destiné à confectionner les brasures à l'étain entre les plaques de zinc des toits), uniquement constitué d'une masse de cuivre reliée au manche de bois par une tige métallique, que l'on faisait chauffer dans un brasero, était commercialisé jusqu'au XXe siècle. Aujourd'hui, l'usage courant du fer à souder se fait dans le domaine du montage de composants électroniques.

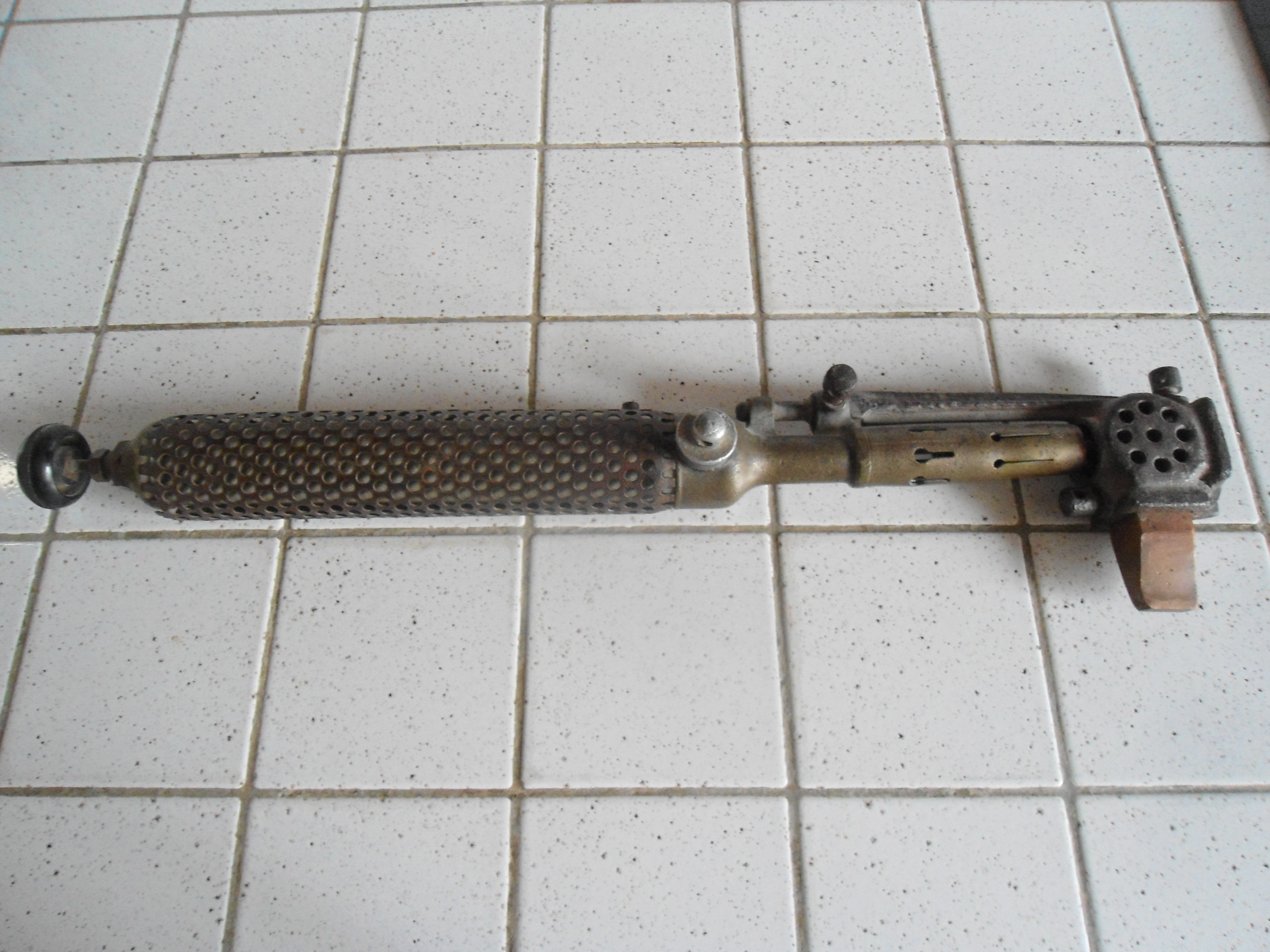
Fer à braser autonome muni d'un réservoir à combustible (alcool à brûler) utilisé par les plombiers / zingueurs - Première moitié du XXe siècle

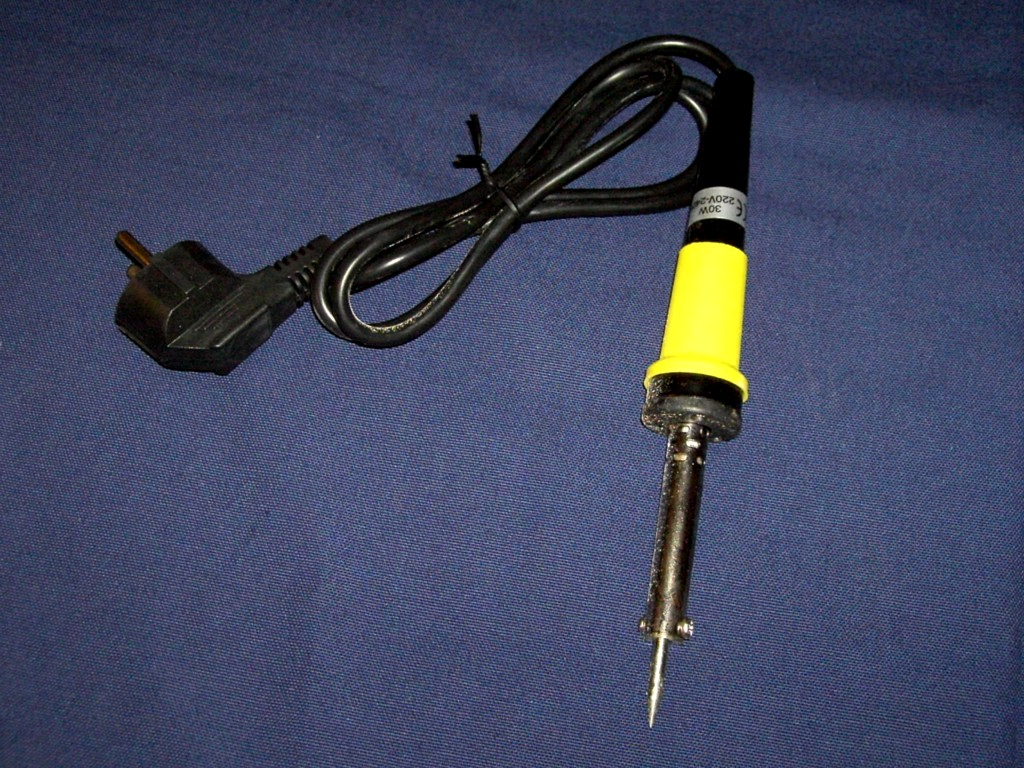
Fer à braser neuf d'électronicien.

Schéma de fer à souder d'électronicien (vue externe).

## Composition
Un fer à braser est constitué de trois éléments :
1. la panne, fabriquée en métal conduisant bien la chaleur. Les pannes en cuivre se corrodent assez rapidement, on leur préfère les pannes dites longue durée faites « d'alliage en couches » (généralement une âme en cuivre pour une excellente conductivité thermique, entourée d'une ou plusieurs enveloppes de protection). Il existe des pannes de différentes formes en fonction des travaux à réaliser. En électronique, on utilise une panne fine pour les composants les plus petits (par exemple, pour les CMS ou composants montés en surface). Au XXe siècle, le commerce propose une pierre ammoniacale destinée à décaper le fer à braser[1].
2. le système de chauffe, brûleur à gaz (butane ou propane) ou une résistance électrique.
3. la poignée, isolante électriquement et thermiquement.

## Mise en œuvre
Les pièces doivent être débarrassées de toute impureté (oxyde, vernis) à l'endroit de la brasure, ce qui se fait automatiquement avec la brasure auto-décapante ; ou manuellement en enduisant les pièces de décapant. Le décapant décape les pièces rapidement sous l'action de la chaleur et crée un flux facilitant la pénétration par capillarité du métal d'apport en fusion entre les pièces à réunir.
Le métal d'apport est alors appliqué, il devient fluide et enrobe les pièces, créant une liaison permanente une fois les pièces refroidies.
Ce type de brasure n'est pas d'une solidité mécanique à toute épreuve, le métal d'apport étant relativement fragile, mais est techniquement facile à réaliser, rend étanche les raccords, et assure un bon contact électrique entre les pièces.

## Modèles de fer

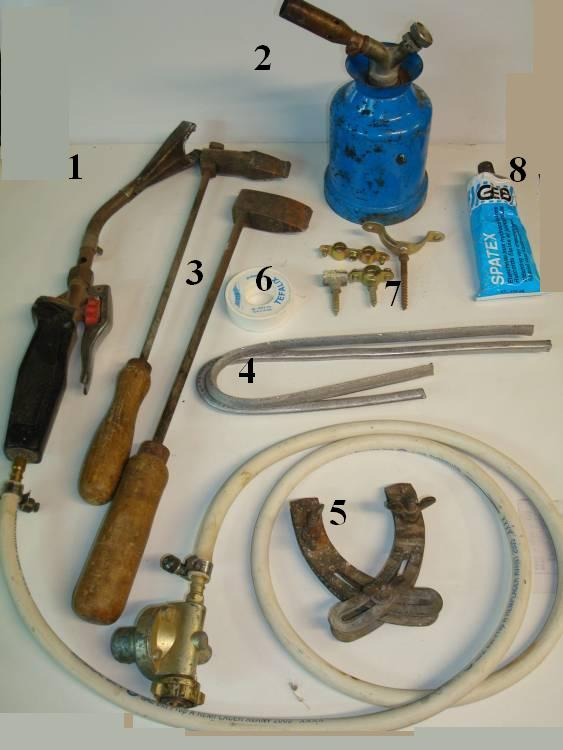
Appareils de brasage au gaz.

La puissance d'un fer à braser  sur est choisie en fonction du travail à réaliser  :

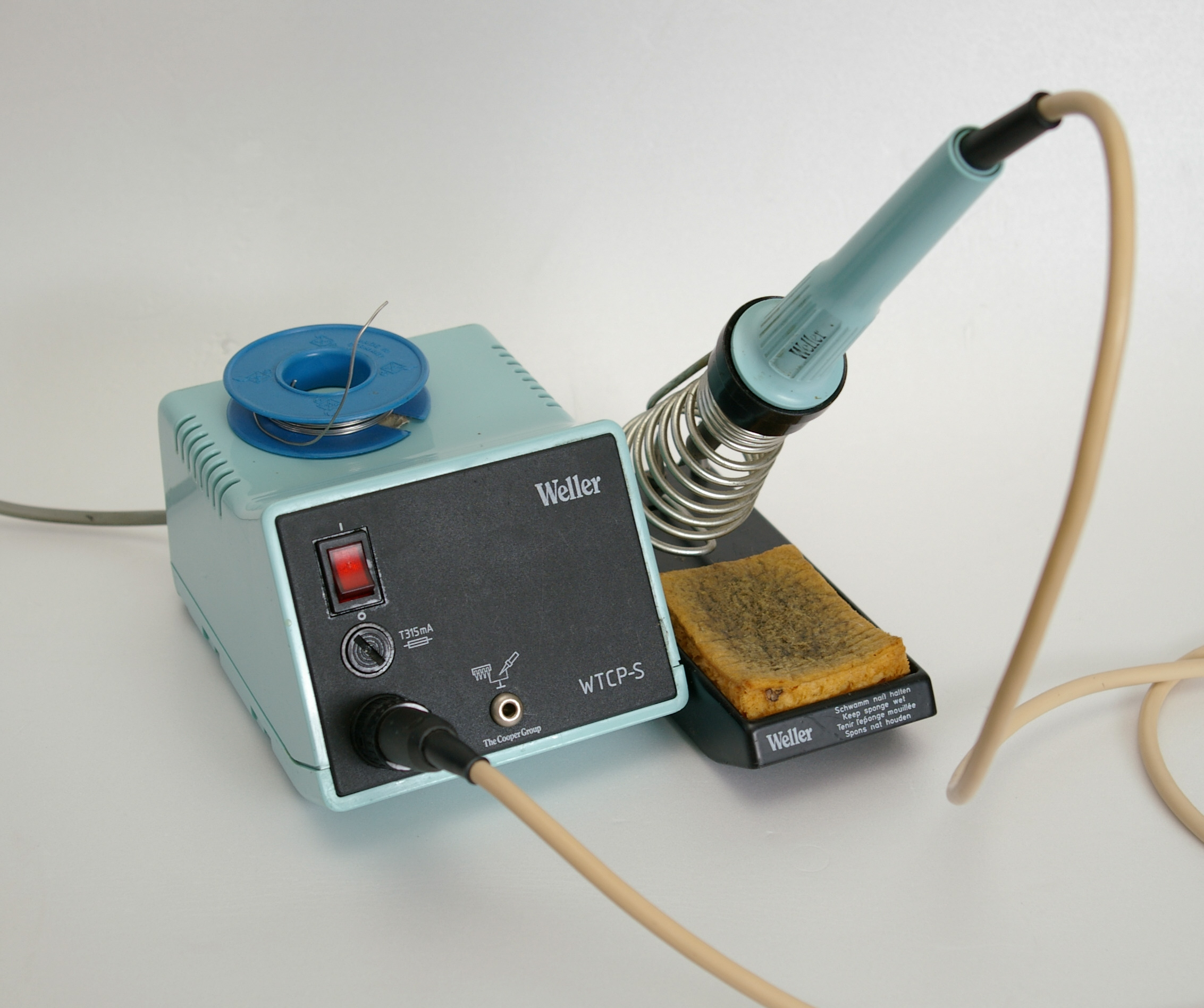
Station de brasage pour composants électroniques, avec régulation électronique de température, porte-fer et éponge de nettoyage de la panne.

- de quelques dizaines de watts pour les travaux délicats en électronique, bijouterie, microtechniques…
- à plus de 150 watts pour la tôle mince, le zinc (toit en zinc), la plomberie (petits travaux).
- En électronique, on utilise de préférence une station de brasage thermostatée pour éviter de surchauffer les composants.

Un fer à braser à gaz est utilisé pour les travaux de tôlerie et de zinguerie réclamant une puissance plus grande, compte tenu de la masse des pièces à assembler, induisant une inertie thermique importante.
Le propane fournit une température et une puissance de chauffe supérieure à celles du butane.
En général le métal d'apport utilisé pour réaliser ce genre de brasure est un alliage d'étain et de plomb dont le point de fusion est de l'ordre de 200 °C.
- En robinetterie et plomberie, si le plomb est encore autorisé, le rapport quantitatif de plomb/étain (60 %)/(40 %) est généralement plus élevé, que pour l'électronique ou l'étain est présent à 60 %, ce qui donne une brasure de meilleure qualité électrique, plus fluide et brillante ;
- Ce métal d'apport est sous forme de fil pour l'utilisation en électronique ou les petits travaux ; ce fil à braser contient une pâte décapante (mélange acide nettoyant à chaud les pièces à braser). On parle alors de soudure auto-décapante ;
- En robinetterie, les baguettes d'étain sont plus épaisses car le besoin en métal reste plus important et demande, au préalable, un décapage du support.

## Sécurité
Un fer à souder présente un risque de brûlure. L'étain de brasage liquide pouvant éclabousser, l'usage de lunettes de protection est recommandé par certains fabricants.
Les vapeurs de soudure inhalées peuvent également constituer un risque, pour cela des aspirateurs ou extracteurs de fumée peuvent être installés sur un poste de travail.